# محمد فتوحی
محمد فتوحی (‎۱۴ آذر ۱۳۶۹) شمشیرباز سابر اهل ایران است. وی در بازی‌های المپیک تابستانی ۲۰۲۰ شرکت کرده است.